# Benetton Rugby Treviso (femminile)
La sezione femminile del Benetton Rugby Treviso, colloquialmente chiamata Red Panthers, fu istituita nel 1982.
Alla stagione 2024-25 è l'unica compagine ad avere preso parte a tutte le edizioni del campionato italiano femminile di rugby a 15 prima divisione — sia quelle sotto l'egida UISP dal 1984-85 al 1990-91 che a quelle ufficiali della F.I.R. dal 1991 in avanti — da essa vinto 12 volte consecutive (19 considerando anche quelle UISP).

## Storia
Il rugby femminile a Treviso iniziò a strutturarsi alla fine degli anni settanta, benché inizialmente fuori dall'orbita del club maschile, appena acquisito dalla Benetton: fu, al contrario, merito dell'altra compagine cittadina, il Tarvisium, se le prime rugbiste in città trovarono un campo di gioco.
In omaggio al colore sociale rosso di tale club, le giocatrici assunsero il soprannome di Red Panthers (pantere rosse).

Bruna Collodo marca una meta nel primo incontro della squadra trevigiana

Il primo incontro disputato da una compagine trevigiana le Red panther, fu a Lancenigo di Villorba, presso i campi del vecio rugby Treviso il 13 aprile 1980 contro una rappresentativa del CUS Milano; le cronache raccontano che finì 8 a 4 per le venete con due mete a una di Bruna Collodo (cugina dell'internazionale Oscar, del Benetton Treviso) e Valentina Napolitano contro quella di Donatella Gentile per le lombarde.
Nel 1982 il nucleo si strutturò all'interno della Benetton.
Nel 1985, sotto gli auspici dell'UISP, che proprio in quell'anno aveva lanciato la Carta dei diritti delle donne nello sport, nacque in Italia il primo campionato femminile di rugby, cui le Red Panthers presero parte vittoriosamente.
Durante il periodo di gestione dell'Unione Italiana Sport Popolare Treviso vinse tutti i sette scudetti da questa organizzata; quando nel 1991 la Federazione Italiana Rugby riconobbe e incorporò l'attività femminile le Red Panthers continuarono ad aggiudicarsi scudetti, questa volta ufficiali, in serie: dal 1992 al 2003 furono 12 di fila i titoli vinti che, uniti ai 7 non ufficiali della UISP, costituiscono una striscia di 19 stagioni al vertice del rugby femminile nazionale.
Proprio l'edizione 2002-03 fu l'inizio di un dualismo che caratterizzò tutto il decennio successivo: le Panthers vinsero, infatti, contro le rugbiste del Riviera del Brenta, squadra di Mira, sulla laguna di Venezia: fu la prima di 11 finali consecutive in cui le due squadre venete si contesero lo scudetto.
Se già l'anno successivo Mira si impose replicando pure la stagione dopo, le trevigiane si ripresero il titolo, il loro tredicesimo, nel 2006 e, a seguire, due volte consecutivamente nel 2008 e 2009, prima di vincere il suo sedicesimo e più recente, al 2018, scudetto, nel 2010-11.
Di dette undici finali Treviso ne vinse cinque contro sei delle lagunari.
Nel 2014, primo anno in cui lo scudetto uscì dal Veneto, le Red Panthers per la prima volta nella loro storia non raggiunsero i play-off di campionato.
Al 2023, è la stagione 2015-16 la più recente ad aver visto le Panthers raggiungere un turno eliminatorio, il barrage per l'accesso alle semifinali, perso contro il Bologna ai tiri di punizione.
A fine stagione, a causa di trasferimenti all'estero per lavoro o in altre società, il club corse il rischio di non poter schierare il numero minimo di giocatrici per poter affrontare la serie A e di dover quindi disputare solo la Coppa Italia a sette, tanto da spingere alcune ex giocatrici a registrare il marchio Red Panthers presso un notaio al fine di poter eventualmente raccogliere il titolo sportivo del club.
Ciononostante il Benetton riuscì a presentare alla federazione lo staff dirigenziale e il numero necessario di atlete per continuare l'attività; alla fine del campionato d'Eccellenza 2022-23 le Panthers hanno conquistato la salvezza all'ultima giornata superando Parabiago e terminando penultime.

## Colori sociali e simboli
Come detto, il nome di Red Panthers è un omaggio al Tarvisium, e la squadra ha mantenuto il colore rosso nella sua tenuta di gioco misto al bianco e verde che sono i colori sociali del Benetton; benché in sé la pantera sia un genere e non una specie, sulle maglie figura tale animale (in realtà un giaguaro — panthera onca — rosso invece di nero) mentre sui pantaloncini è presente lo stemma del club che è altresì un leone.
I calzoncini possono essere verdi, bianchi o più frequentemente blu in omaggio ai precedenti colori sociali del Treviso prima dell'acquisizione del gruppo Benetton.

## Cronistoria
| Cronistoria delle Red Panthers |
| --- |
| - 1978 · Inizio dell’attività femminile a Treviso - 1980 · Primo incontro di una squadra femminile trevigiana - 1982 · Nascita della sezione femminile del Benetton Rugby Treviso - 1984-85 · Campione d’Italia UISP - 1985-86 · Campione d’Italia UISP - 1986-87 · Campione d’Italia UISP - 1987-88 · Campione d’Italia UISP - 1988-89 · Campione d’Italia UISP - 1989-90 · Campione d’Italia UISP - 1990-91 · Campione d’Italia UISP - 1991 · Affiliazione alla Federazione Italiana Rugby - 1991-92 · 1º serie A Campione d’Italia (1º titolo) - 1992-93 · 1º serie A Campione d’Italia (2º titolo) - 1993-94 · 1º serie A Campione d’Italia (3º titolo) - 1994-95 · 1º serie A Campione d’Italia (4º titolo) - 1995-96 · 1º serie A Campione d’Italia (5º titolo) - 1996-97 · 1º serie A Campione d’Italia (6º titolo) - 1997-98 · 1º serie A Campione d’Italia (7º titolo) - 1998-99 · 2º girone A serie A Campione d’Italia (8º titolo) - 1999-2000 · 1º girone A serie A Campione d’Italia (9º titolo) - 2000-01 · 1º girone A serie A Campione d’Italia (10º titolo) - 2001-02 · 1º girone A serie A Campione d’Italia (11º titolo) - 2002-03 · 1º girone A serie A Campione d’Italia (12º titolo) - 2003-04 · 1º girone A serie A (sconf. finale scudetto) - 2004-05 · 2º girone A serie A 1º girone A scudetto (sconf. finale scudetto) - 2005-06 · 2º girone B serie A Campione d’Italia (13º titolo) - 2006-07 · 1º girone A serie A (sconf. finale scudetto) - 2007-08 · 1º serie A Campione d’Italia (14º titolo) - 2008-09 · 1º serie A Campione d’Italia (15º titolo) - 2009-10 · 1º girone Élite serie A (sconf. finale scudetto) - 2010-11 · 1º girone 1 serie A Campione d’Italia (16º titolo) - 2011-12 · 1º girone Élite serie A (sconf. finale scudetto) - 2012-13 · 1º girone Élite serie A (sconf. finale scudetto) - 2013-14 · 4º girone 1 serie A - 2014-15 · 4º girone 1 serie A - 2015-16 · 3º girone 1 serie A (sconf. barrage play-off) - 2016-17 · 7º girone 1 serie A - 2017-18 · 6º girone 1 serie A - 2018-19 · 5º girone 1 serie A - 2019-20 · torneo sospeso - 2020-21 · torneo annullato - 2021-22 · 6º girone 1 serie A - 2022-23 · 7º Eccellenza - 2023-24 · 7º Girone A serie A Élite 3º poule salvezza - 2024-25 · 7º serie A Élite |

## Palmarès
- Campionati italiani: 16
1991-92, 1992-93, 1993-94, 1994-95, 1995-96, 1996-97, 1997-98, 1998-99, 1999-2000, 2000-01 
2001-02, 2002-03, 2005-06, 2007-08, 2008-09, 2010-11

## Giocatrici rappresentative
Numerose giocatrici delle Red Panthers hanno rappresentato l'Italia a livello internazionale fin dal 1985, quando le Azzurre disputarono la loro gara d'esordio a Riccione contro la Francia.
A titolo esemplificativo e non esaustivo si citano Mansueta Palla, tra le prime internazionali a cavallo tra gli anni ottanta e novanta, moglie di Mario Schiavon, giocatore/allenatore trevigiano e madre di Veronica e Valentina Schiavon, queste ultime cresciute a Treviso ma affermatesi nel Riviera del Brenta; Adelina Corbanese, moglie di Luigi Zanatta, allenatore nel Trevigiano, vincitrice dei sette scudetti UISP e dei primi 12 scudetti sotto la giurisdizione della FIR; Antonella Rossetti, prima giocatrice e poi allenatrice della squadra, e tra coloro che presero parte alla partita d'esordio della Nazionale italiana; Licia Stefan; Michela Tondinelli, romana, al 2018 detentrice del primato di presenze in Nazionale; Sara Barattin, anch'essa cresciuta a Treviso e con esso tre volte campione d'Italia e dal 2016 capitano della Nazionale; Manuela Furlan, vincitrice di quattro scudetti e considerata tra le migliori giocatrici del Sei Nazioni femminile 2016 tanto da essere stata inclusa nel XV ideale di tale edizione di torneo.